# Chiton subassimilis
Chiton subassimilis är en blötdjursart som beskrevs av Souverbie 1886. Chiton subassimilis ingår i släktet Chiton och familjen Chitonidae. Inga underarter finns listade i Catalogue of Life.